# Lazagurría
Lazagurría – gmina w Hiszpanii, w Nawarze, o powierzchni 17,01 km². W 2011 roku gmina liczyła 206 mieszkańców.